# Léonard Autié
Léonard-Alexis Autié, ofta kallad Monsieur Léonard, född 1751 i Pamiers, död 1820 i Paris, var en fransk hårfrisör. Han var hårfrisör till drottning Marie Antoinette och en av de första berömda hårfrisörerna i historien. Han är främst känd som upphovsmannen till de välkända höga vitpudrade pouf-frisyrerna under 1770-talet. 
Han var född i Pamiers som son till tjänarna Alexis Autié och Catherine Fournier. Han fick träning som frisör i Bordeaux, och bosatte sig 1769 i Paris, där han blev frisör till skådespelaren Julie Niébert vid Théâtre de Nicolet, vars stil väckte uppseende på scen. Hans innovativa och fantasifulla frisyrer gav honom snart uppdrag från adliga kvinnor och 1772 fick han kontakt med Marie Antoinette genom en av hennes hovdamer, Marquise de Langeac. 
Marie Antoinette uppskattade hans fantasi, och Léonard Autié blev tillsammans med Rose Bertin hennes främsta rådgivare i modefrågor. 1774 övertalade hon dem att överta modejournalen Journal des Dames, som de sedan fick redigera för att visa upp den stil de utvecklade för Marie Antoinette. Léonard Autié lanserade samma år den hårstil som kallades pouf och som kom att bli berömd. Han lev känd som drottningens personliga hovfrisör, Coiffeur de la Reine, och kunde grunda sin egen frisörskola, Académie de coiffeur. Hans bröder blev hans kompanjoner och antog även de Monsieur Léonard som yrkesnamn, något som har skapat viss förväxling bland historiker. 
År 1787 avslutade han sin karriär som frisör och överlät sin frisörskola och sin ställning som hovfrisör till sin bror Jean-François Autié, även om han fortfarande ibland friserade Marie Antoinette vid särskilda tillfällen. Han grundade år 1789 Théâtre de Monsieur i Paris med hjälp av Marie Antoinette. Det blev en framgångsrik teater som har kallats den första att uppföra italiensk opera i Paris året runt, men han tvingades under revolutionen dra sig tillbaka från projektet. 
Under franska revolutionen följde hans bror Jean-François Autié med kungafamiljen under flykten till Varennes i juni 1791, och när kungafamiljen arresterades lämnade han Frankrike och förenade sig med sin bror utomlands. Syskonen återvände en tid senare till Frankrike. Han gick i exil en andra gång i juni 1792. Hans bror stannade i Frankrike, och avrättades under skräckväldet. Léonard-Alexis Autié levde en tid i Ryssland. Han återvände inte till Frankrike förrän efter Napoleons fall 1814. 
Léonard Autié gifte sig 1772 med Marie Louise Adélaïde Jacobie Malacrida, dotter till en anställd i det kungliga köket, med vilken han fick två döttrar. Hans hustru stannade i Frankrike när han lämnade landet och tog ut skilsmässa 1794. 
Hans memoarer utgavs 1838, men det är ifrågasatt huruvida de faktiskt var skrivna av honom.